# Московское религиозно-философское общество
Моско́вское религио́зно-филосо́фское о́бщество па́мяти Влади́мира Соловьёва (МРФО) — основано в Москве в 1905 году (по другим данным в 1906 году). Собрания общества прекратились в июне 1918 года. 

## История возникновения
Идея общества возникла в начале 1905 года. Ему предшествовала религиозно-философская секция Студенческого историко-филологического общества, созданная при Московском университете в 1902 году профессором Московского университета князем С. Н. Трубецким. В создании МРФО также участвовало «Христианское братство борьбы». Формально общество было зарегистрировано в ноябре 1905 года уже после смерти князя Сергея Трубецкого. Ближайшее участие в его организации приняли С. Н. Булгаков, В. П. Свенцицкий, Е. Н. Трубецкой, В. Ф. Эрн и московская меценатка Маргарита Кирилловна Морозова. Первым председателем общества был избран Григорий Алексеевич Рачинский (1859—1939), литератор, переводчик и философ, редактор последних томов Собрания сочинений Вл. С. Соловьёва, редактор Собрания сочинений Фридриха Ницше, близко стоявший к кругам московских символистов и в особенности к Андрею Белому. Рачинский был родственником Морозовой — женат на её двоюродной сестре Т. А. Мамонтовой. E. H. Трубецкой отзывался о нём как личном глубоко преданном друге В. С. Соловьёва, разносторонне образованном человеке. Субсидировала общество также М. К. Морозова.
На первом заседании вновь открытого общества, состоявшемся ещё до его официального утверждения в ноябре 1905 г., с докладом «Христианское отношение к собственности» выступил В. Ф. Эрн. 21 ноября 1905 г. с докладом «Христианское братство борьбы и его программа» выступил В. П. Свенцицкий. Устав общества был зарегистрирован лишь 1 августа 1906 г. При обществе был создан музей Владимира Соловьёва, и многие выступления были окутаны атмосферой почитания его философии. Собрания общества происходили в домах Морозовой на Смоленском бульваре, 26/9, Знаменка, 11, Новинский бульвар, 103, Мёртвый переулок, 9, а также в «Польской библиотеке» (Милютинский переулок, 18), в Политехническом обществе (Малый Харитоньевский переулок, 4), в Московском городском народном университете имени А. Л. Шанявского (Миусская площадь), в Синодальном училище (Большая Никитская улица, 14), в Богословской аудитории Московского университета, в Коммерческом институте (Большая Серпуховская улица, Стремянный переулок, 28), в Большой Соборной палате Епархиального дома (Каретный ряд, Лихов переулок, 6).
Организаторы МРФО рассчитывали на дальнейшее распространение своей инициативы в других городах, по их мысли подобные религиозно-философские объединения, «должны явиться первоначальными точками, вокруг которых будут накопляться религиозные силы, а затем — и это еще важнее — органами самосознания религиозного движения, так сказать, его мозгом». С ноября 1906 года до мая 1907 года количество участников увеличилось с 40 до 300 человек. Всего было организовано 15 закрытых заседаний и 16 публичных лекций, которые посещали от 250 до 600 человек. Духовные лидеры общества приветствовали Февральскую революцию 1917 года, некоторое время витала идея Религиозно-философской академии в Москве. Однако по мере радикализации политических настроений в стране настроение докладчиков подверглось изменению: так темой доклада Сергея Дурылина на лекции 29 апреля 1918 года стал «Апокалипсис и Россия».
Версию создания общества в 1905 году, озвученную исследователями С. M. Половинкиным, В. Кейданом, подробно анализирует и подвергает сомнению Яна Владимировна Морозова. По её мнению, МРФО могло возникнуть не раньше 1906 года, и его создание она приурочивает к несостоявшемуся приезду французского философа Анри Бергсона по вине главы московских философов Л. М. Лопатина, уклонившегося от хлопот по приёму французского учёного в Москве и организации приветственных речей и докладов на французском языке.

Однажды прошёл слух, что Бергсон, знаменитый французский философ, очень интересуется русской философией и желал бы побывать в Москве, Лев Михайлович, зная, что он сам тогда должен был принять Бергсона, дать ему возможность прочесть доклад в Психологическом обществе и обменяться с ним мыслями и что всё это надо сделать на французском языке, категорически воспротивился этому и сумел отговориться, хотя знал французский язык. Дело в том, что это событие потребовало бы от него большого напряжения, усиленной работы, вообще большой затраты сил. Все окружающие очень досадовали на него за это. Вообще, благодаря такому патриархальному духу и характеру Л. М., он не оказывал достаточного влияния на молодёжь того времени, несмотря на свой ум и свой философский талант…— М. К. Морозова, «Мои воспоминания», «Наше наследие», 1991, № 6, стр. 104.
Чтобы не зависеть от инертности философов-чиновников, и было решено Маргаритой Морозовой организовать Московское религиозно-философское общество памяти Владимира Соловьёва.

## Участники общества
Общество было разнородным по составу: наряду с православными участниками «Кружка ищущих христианского просвещения» здесь присутствовали символисты (Андрей Белый, Вяч. Иванов и др.), теософы и антропософы. Первое публичное заседание 5 ноября 1906 г. с докладом С. Н. Булгакова «Достоевский и современность» собрало более 500 слушателей. Затем последовали рефераты Д. Д. Галанина «Мое религиозное мировоззрение», В. Ф. Эрна «Методы исторического исследования и „Сущность христианства“ Гарнака» и В. П. Свенцицкого «Террор и бессмертие». За неимением своего печатного органа его участники публиковались в журналах «Вопросы философии и психологии», «Русская мысль», «Московский еженедельник» и т. д. В 1910 году его членами было учреждено философское издательство «Путь». Кроме этого, с марта 1907 года при обществе был создан «Вольный богословский университет» усилиями В. П. Свенцицкого и В. Ф. Эрна. Наиболее значительными были доклады С. Н. Булгакова, князя Е. Н. Трубецкого, В. Ф. Эрна, Н. А. Бердяева. Среди прочих ораторов были С. А. Алексеев (Аскольдов), Андрей Белый, С. Н. Дурылин, В. В. Зеньковский, Вяч. Иванов, Г. А. Рачинский, В. П. Свенцицкий, С. М. Соловьёв, С. Л. Франк, П. А. Флоренский, П. П. Блонский, Б. А. Грифцов, Б. Г. Лундберг, А. А. Сидоров, Б. Г. Столпнер, С. И. Гессен, Лев Шестов. В 1914 году перед участниками общества выступил индийский музыкант и философ проф. Инайят Хан о чем он вспоминает в своей автобиографии. По отзыву евразийца Н. С. Арсеньева о собраниях МРФО:

Это была религиозность, но в значительной степени (хотя и не исключительно) вне-церковная или, вернее, не-церковная, рядом и с церковной, а главное, вливалась сюда порой и пряная струя «символического» оргиазма, буйно-оргиастического, чувственно-возбужденного… подхода к религии и религиозному опыту.— Н. С. Арсеньев, «Дары и встречи жизненного пути». Франкфурт-на-Майне, 1974, с. 61—63.
 Но доминирующим умонастроением участников было православие.
Заключительное заседание Московского религиозно-философского общества произошло 3 июня 1918 года. Докладчиком выступал С. Н. Булгаков, его тема — «На пиру богов (Современные диалоги)». Бывшими участниками общества осенью 1919 года была основана «Вольная академия духовной культуры» (инициатор Н. А. Бердяев). Академия просуществовала до момента высылки из России в августе-сентябре 1922 года группы деятелей науки, культуры и философии на так называемом «философском пароходе».